# 骨董品店

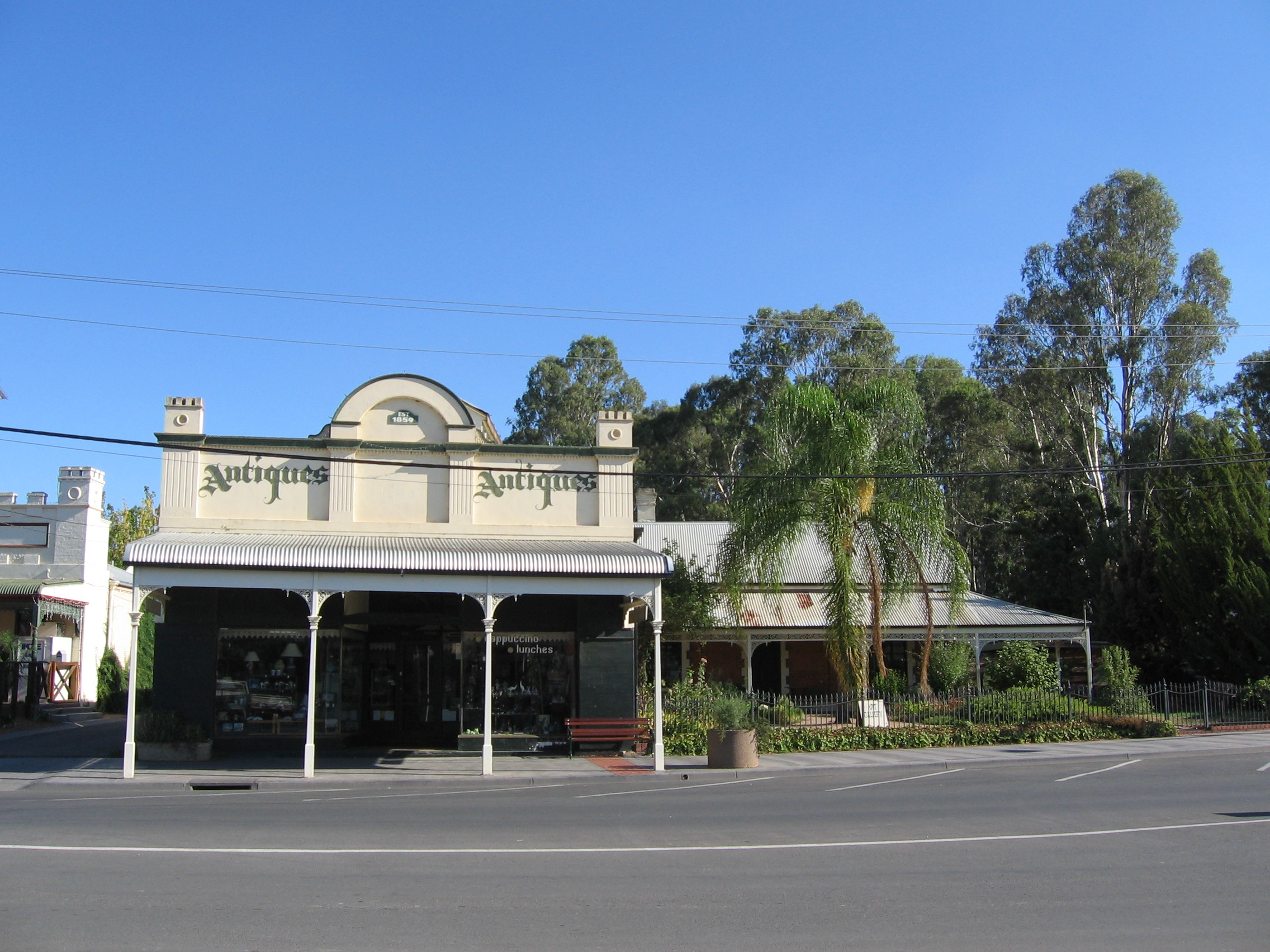
オーストラリア、ニューサウスウェールズ州にある骨董品店

骨董品店（こっとうひんてん、英語:Antique shop）は、骨董品を主に扱う商店の名称。フランス語の"Antique"が由来の言葉。イギリスでは特に「Antiques shop（アンティークスショップ）」と、"antique" が複数形になることがある。
通常、商品の仕入れはオークションや在庫一掃売り出しで購入したものなど、経路がさまざまである。店舗はその性質上、個人客に商品を販売すると同時に、めぼしいものがあれば客から品目を買い上げることがある。店内に置かれている商品の品質は店舗によりさまざまであり、状態や場所によって低品質のものから高品質のものまである。
そのほか、品目の売買だけでなく、骨董品の鑑定を行っている骨董品店も存在する。また、骨董品全体を売買の対象としている店舗がある一方で、アジアやヨーロッパなど地域を限定したもの、古美術や書画といったものを専門に扱う店舗もあるなど、日本国内では形態に種類がある。